# Paul Hazard
Paul Gustave Marie Camille Hazard (Noordpeene, 30 aprile 1878 – Parigi, 13 aprile 1944) è stato uno storico francese, studioso di letteratura e di storia delle idee.

## Biografia
Figlio di un professore, accede nel 1900 alla École Normale Supérieure di Parigi e tra il 1903 e il 1905 si reca a Firenze (allora al centro della cultura anti-positivista italiana) come studioso di letteratura italiana e nel 1910 ottiene un dottorato alla Sorbona. Nello stesso anno pubblica La rivoluzione francese e le lettere italiane (1789-1815), in cui sostiene la dipendenza della cultura italiana da quella francese. Inizia nel frattempo la carriera accademica presso l'Università di Lione, la Sorbona e la Columbia University negli Stati Uniti. Nel 1941 ritorna nella Francia occupata dai nazisti e vi riprende l'insegnamento ma non partecipa al regime di occupazione nazista, tanto che la sua candidatura al rettorato dell'Università di Parigi viene rigettata. L'11 gennaio 1940 viene eletto membro dell'Accademia di Francia, l'ultimo prima dell'invasione tedesca, ma non potrà mai esercitare il suo incarico.
La sua opera storiografica più famosa è La crisi della coscienza europea (1935), in cui descrive il passaggio in Europa da una società basata sui doveri a una basata sui diritti, passaggio collocato nel periodo tra il 1685 (revoca dell'editto di Nantes) e il 1715 (morte di Luigi XIV). La fortuna dell'opera è tale che il titolo stesso è divenuto elemento di periodizzazione. È considerato tra i più importanti studi sull'illuminismo francese ed europeo.
Altra sua opera fondamentale è Il pensiero europeo del XVIII secolo, da Montesquieu a Lessing, pubblicata postuma nel 1945.

## Opere
- La Révolution française et les lettres italiennes, 1789-1815. Tesi presentata alla Facoltà di lettere dell'Università di Lione (1910)
- Giacomo Leopardi (1913)
- La Ville envahie (1916)
- L'Italie vivante (1923)
- La Vie de Stendhal (1928)
- Avec Victor Hugo en exil (1930)
- Don Quichotte de Cervantès: étude et analyse (1931)
- La Crise de la conscience européenne : 1680-1715 (1935)
- Le Visage de l'enfance (1938)
- Quatre études. Baudelaire. Romantiques. Sur un cycle poétique. L'Homme de sentiment (1940)
- La Pensée européenne au XVIIIe siècle, de Montesquieu à Lessing (1946). Testo
- Les Livres, les enfants et les hommes (1949)